# Сан-Томе (остров)
Сан-Томе́ (порт. São Tomé) — остров в Гвинейском заливе Атлантического океана. Самый крупный из островов, составляющих государство Сан-Томе и Принсипи.

## Общие сведения

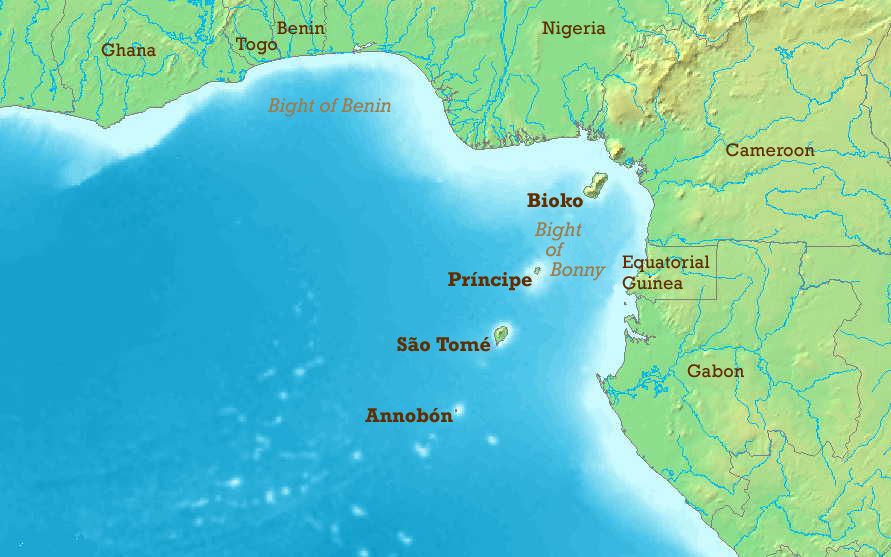
Гвинейский залив

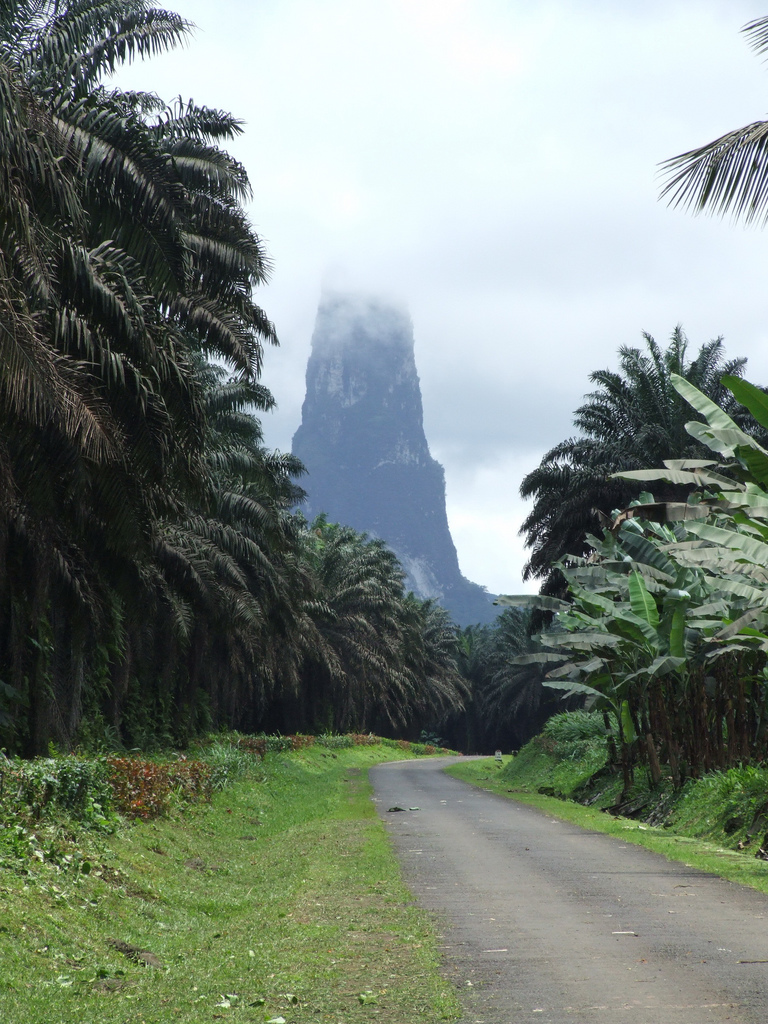
Пик Кан-Гранде в национальном парке Обо

Площадь 854 км². Остров Сан-Томе и прилегающие островки (Кабраш, Ролаш) образуют провинцию Сан-Томе. Административным центром провинции является город Сан-Томе.
Протяжённость острова в длину около 48 км (с севера на юг), ширина около 32 км (с запада на восток). Остров находится на 2 км севернее экватора. Ближайший город на континенте — Порт-Жантиль в Габоне (в 240 км на востоке).
Остров вулканического происхождения. Горы занимают 2/3 территории. Высшая точка — пик Сан-Томе (2024 м). В кратерах — небольшие озёра. Берега круты и скалисты. Крупные реки — Агуа-Гранде и Ио-Гранде. Реки быстрые и порожистые. Население обеспечено пресной питьевой водой.
Климат переходный от экваториального морского к тропическому морскому, жаркий и влажный. Средняя температура января на побережье +26 °C, июля +23 °C, годовое количество осадков — 1000—1100 мм, в горах — до 3000 мм. Дожди идут почти круглый год, из-за особенностей рельефа сформировалось несколько локальных зон с собственным микроклиматом, бывает короткий относительно сухой период с июня по сентябрь (гравана). Наиболее влажный месяц — март, когда дождь идет по 8-12 часов в сутки, а температура около 30 °C.
Подвержен засухам и испытывает значительную эрозию почвы вследствие потери лесных массивов. Почвы в основном песчаные кислые, сформировавшиеся преимущественно на вулканических породах.
На склонах гор на высоте от 900 м над уровнем моря растут тропические леса, персиковые и цитрусовые деревья. На побережьях, в устьях рек — мангровые леса, в прибрежных районах — бананы, манго, миндаль, какао-дерево, кокосовая пальма, тропическое дерево-гигант оба, папайя, хинное и хлебное деревья. Евросоюз спонсирует программу по консервации леса на Сан-Томе, которая действует с 1990 года.

## История
Острова открыты португальскими мореплавателями между 1469 и 1471 годами. Первое европейское поселение на острове Сан-Томе основано в 1493 году португальцем Алвару Каминья, который получил эту землю в качестве дара от португальской короны. К середине XVI века при помощи рабского труда португальцы превратили острова Сан-Томе и Принсипи в крупнейших поставщиков сахара на европейские рынки.
Через 100 лет производство сахара спало, и к середине XVII века Сан-Томе представлял собой лишь порт для временной стоянки судов. В начале XIX века здесь стали культивировать какао и кофе. Богатые вулканические почвы позволяли получать богатые урожаи, и практически вся пригодная для обработки территория островов была занята плантациями. К 1908 году Сан-Томе стал крупнейшим производителем какао в мире.
Система плантационного хозяйства основывалась на жестокой эксплуатации наёмных рабочих с африканского континента (в частности, из Анголы). Хотя Португалия официально отменила рабство ещё в 1876 году, условия работы на плантациях были близки к рабским. Это приводило к волнениям, самое крупное из которых произошло в 1953 году, когда сотни рабочих-африканцев погибли в столкновениях с португальскими плантаторами.
В 1960 году небольшой группой выходцев с Сан-Томе создан Комитет освобождения Сан-Томе и Принсипи, базировавшийся в соседнем Габоне. В 1972 году комитет преобразован в Движение за освобождение Сан-Томе и Принсипи (МЛСТП).
12 июля 1975 года государство Сан-Томе и Принсипи получило независимость.
Имеется международный аэропорт.

## Население
Население острова около 146 тысяч человек, или 96 % населения страны. Проживают в основном сантомейцы (произошедшие в результате смешения различных бантуязычных африканских народов между собой и частично с португальцами), а также небольшое количество португальцев. Язык в основном португальский, также часть населения использует различные разновидности креольского языка на основе португальского (форро, анголар).

## Административное деление
Административно остров Сан-Томе делится на 6 округов:
| № | Округа      | Административный центр | Площадь, км² | Население, чел. (2006) | Плотность, чел./км² |
| - | ----------- | ---------------------- | ------------ | ---------------------- | ------------------- |
| 1 | Агуа-Гранде | Сан-Томе               | 17           | 56 492                 | 3323,06             |
| 2 | Кантагалу   | Сантана                | 119          | 14 681                 | 123,37              |
| 3 | Кауи        | Сан-Жуан-дуз-Анголареш | 267          | 6 324                  | 23,69               |
| 4 | Лемба       | Невеш                  | 229          | 11 759                 | 51,35               |
| 5 | Лобата      | Гуадалупи              | 105          | 17 251                 | 164,30              |
| 6 | Ми-Сочи     | Тринидад               | 122          | 38 668                 | 316,95              |
|   | Всего       |                        | 859          | 145 175                | 169,00              |